# 點蟲蟲 開開心心學飛
《點蟲蟲 開開心心學飛》（Pre-school Learn to Fly）是由香港電台教育電視部所製作的學前兒童教育節目系列，一方面為學前小朋友提供度身訂造的節目，另一方面為幼兒教育的老師提供教學支援。於教育電視時段播放，亦曾在2003年1月5日（星期日）19:30-20:00於亞洲電視本港台播放。

## 內容簡介
《點蟲蟲 開開心心學飛》是首輯由小朋友主導，於教育電視時段播放的學前兒童節目。節目主要對象為二至八歲兒童，以發掘創意、啟發思考為重點。並會走訪多個幼兒中心/幼稚園，探討由同學探索及製作的各項專題計劃，例如由兒童合力製作噴水池，運用創意保護易碎的雞蛋，參觀玉器市場並製作模型加設改善設施等等。目的是讓兒童從遊戲中學習，鼓勵多思考、多發問，以刺激他們自發學習。

## 節目顧問
為使《點蟲蟲 開開心心學飛》更豐富及更切合小朋友的需要，香港電台教育電視部邀請了多位幼兒教育工作者擔任節目顧問，提供專業意見。九位節目顧問包括：
- 香港專業教育學院李惠利分校幼兒工作系主任李麗雲
- 協恩中學附屬小學校長林浣心
- 香港救世軍總部社會服務部幼兒服務事務主任何少梅
- 香港基督教服務處親職教育及幼兒園服務服務主任曾甘秀雲
- 香港明愛學前教育及扶幼服務協調總監朱鄧麗娟
- 香港教育學院幼兒教育學院高級講師兼學院學術主任楊黃蕙吟博士
- 耀中教育機構校監陳保琼博士
- 啟思幼稚園及幼兒園總校監趙鈞鴻博士
- 教育署質素保證科首席督學(幼稚園)楊馮慧懿。

## 2003,2004年版本
《點蟲蟲 開開心心學飛》當中5至10位小演員，是透過公開招募由千多位小朋友中甄選出來，各具性格。另外，劇中還有一位外表烏龍但有科學頭腦的東東伯伯；一位來自外星的大姐姐冰冰公主；一隻富音樂感的外星蟲蟲阿卜。小演員利用假期參與拍攝，與這幾位哥哥姐姐齊齊玩遊戲、唱歌跳舞、做科學實驗、傾吐心事、朗誦童謠等等，從互相尊重，自我欣賞中發展潛能。

### 演出

#### 成人角色
- 鄭文仔 飾 東東伯伯
- 冰冰 飾 冰冰公主
- 陳雋騫、王祖藍、史美德、 呂耀麟 飾 蟲蟲阿卜
- 陳得洋 飾 得哥哥

#### 小主持
- 郭文諾（文諾）
- 黃韜
- 劉哲（小哲）
- 王秉熹（熹熹）
- 呂德琳（琳琳）
- 陳子慧（子慧）
- 章政諾（政諾、洋蔥頭）
- 謝思嘉（思嘉）
- 陳適欽（適欽）

### 主題曲
- 《點蟲蟲》
- 作曲：陳雋騫
- 填詞：陳鈞潤

### 節目列表

#### 2003年
| 集數 | 劇名                 |
| ---- | -------------------- |
| 1    | 好玩的光與影         |
| 2    | 小車輪，轉轉轉       |
| 3    | 給鳥兒一個五星級的家 |
| 4    | 大風吹               |
| 5    | 我愛ＢＢ蛋           |
| 6    | 爸爸的大肚子         |
| 7    | 愈老愈可愛           |
| 8    | 我學粵劇             |
| 9    | 尋寶記               |
| 10   | 綠色之源             |
| 11   | 會說話的身體         |
| 12   | 小鞋子               |
| 13   | 水和噴泉             |
| 14   | 小孩與樽             |
| 15   | 我愛的香港           |
| 16   | 背著家的蝸牛         |
| 17   | 我有一個幫人的夢想   |
| 18   | 大樹爸爸             |
| 19   | 在那高高的天上       |
| 20   | 動物真可愛           |
| 21   | 七彩世界             |
| 22   | 誰是我               |
| 23   | 柚皮的生日           |
| 24   | 柏拉王子的新衣       |
| 25   | 浮沉在水世界         |
| 26   | 小牙子               |
| 27   | 雪糕出走了           |
| 28   | 豆                   |
| 29   | 大海裏的小生物       |
| 30   | 東東伯伯的來信       |
| 31   | 尋找波波的故事       |
| 32   | 秋天                 |
| 33   | 聲音從哪裏來         |
| 34   | 百變的形狀           |
| 35   | 尋找石頭傳送器       |
| 36   | 救救太空船           |
| 37   | 電                   |
| 38   | 現在幾點             |
| 39   | 星星月亮太陽         |
| 40   | 齊齊洗白白           |
| 41   | 感覺消失了           |
| 42   | 住在哪裏好           |
| 43   | 今年冬天特別暖       |
| 44   | 金毛尋回家           |